# Ácido ibotênico
Ácido ibotênico (português brasileiro) ou iboténico (português europeu) ou ibotenato é um composto encontrado nos cogumelos do gênero Amanita. Causa depressão motora, ataxia, variações de humor, percepções e sentimentos e um agonista potente de aminoácidos excitatórios.

## Farmacologia

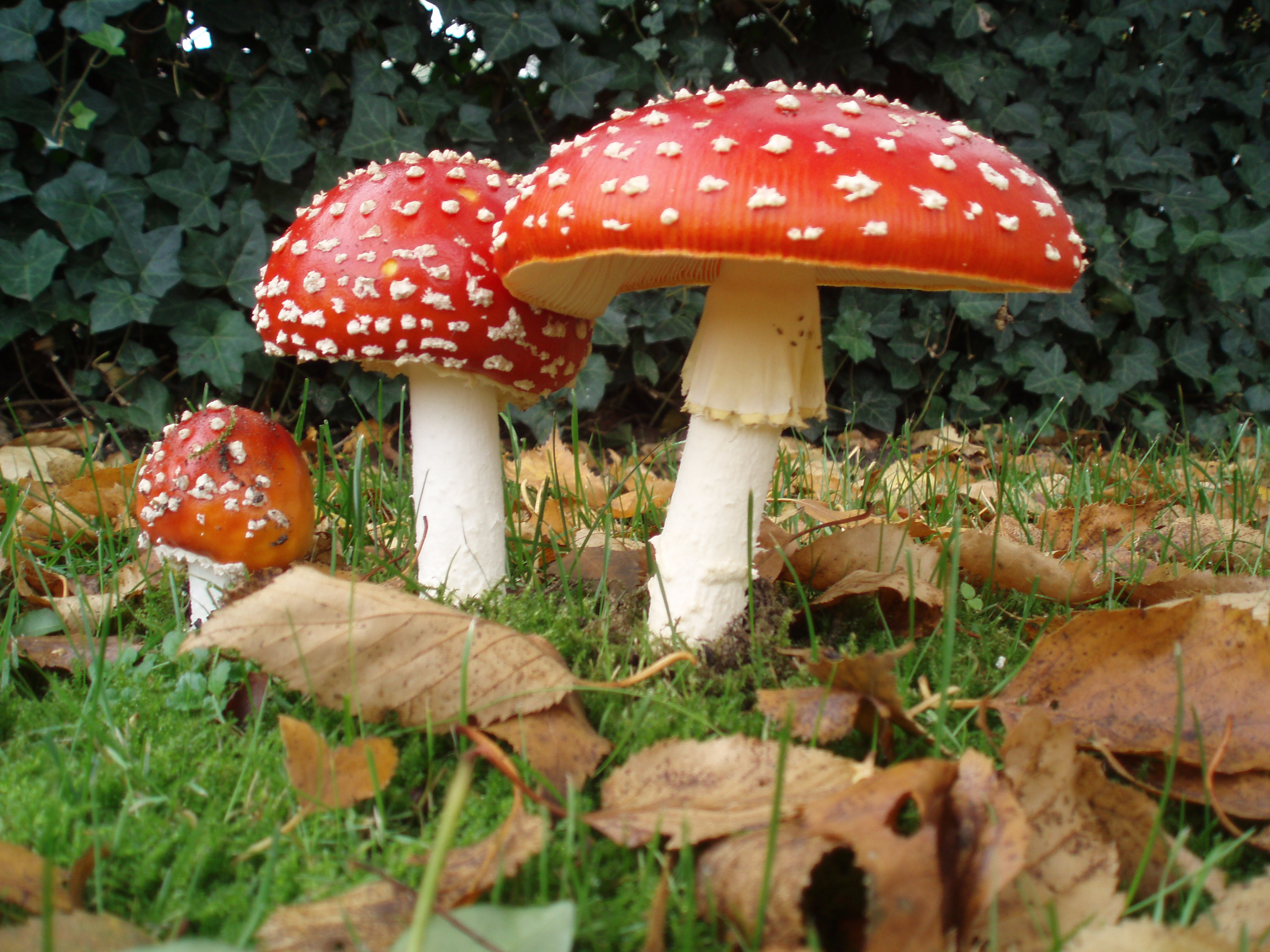
Amanita muscaria, cogumelo que contém ácido ibotênico

O ácido ibotênico atua como um agonista potente dos receptores NMDA e receptores metabotrópicos de glutamato do grupo I (mGluR1 e mGluR5) e II (mGluR2 e mGluR3). É inativo nos mGluRs do grupo III. O ácido ibotênico também atua como um agonista fraco dos receptores AMPA e de cainato. Além disso, devido à descarboxilação in vivo em muscimol, ele atua indiretamente como um potente agonista do receptor GABA A e GABAA-ρ. Ao contrário do muscimol, o principal constituinte psicoativo do Amanita muscaria que é conhecido por causar sedação e delírio, os efeitos psicoativos do ácido ibotênico não são completamente conhecidos, apesar deste ser uma pró-droga do muscimol, mas especula-se que ele atue como um estimulante.